# Лозер
Лозер (фр. Lozère) — департамент на півдні Франції, один з департаментів регіону Окситанія. Порядковий номер 48.
Адміністративний центр — Манд.
Населення 73,5 тис. чоловік (100-е місце серед департаментів, дані 1999 р.).

## Географія
Площа території 5167 км². Через департамент протікають річки Ло і Тарн. Департамент включає 2 округи, 25 кантонів і 185 комун.

## Історія
Лозер — один з перших 83 департаментів, утворених під час Великої французької революції в березні 1790 р. Виник на території колишньої провінції Лангедок. Назва походить від гори Лозер.